# 西園寺師季
西園寺 師季（さいおんじ もろすえ）は、江戸時代後期の公卿。左近衛中将・西園寺治季の子。官位は正三位・右近衛権中将。西園寺家36代当主。主に仁孝天皇（120代）・孝明天皇（121代）の二帝に亘り仕えた。

## 経歴
天保7年（1836年）に先代の右近衛権中将・西園寺公潔が早世したために西園寺家を相続する。同年に叙爵し、以降累進して侍従・左近衛権少将・右近衛権中将などを歴任し、弘化2年（1845年）に従三位となり公卿に列する。翌年に正三位となったが、嘉永4年（1851年）、薨去。享年26。
徳大寺公純の次男の公望を養子として西園寺家を相続させた。後に公望は内閣総理大臣・大蔵大臣・外務大臣などの要職を歴任し、明治時代・大正時代・昭和時代に至るまで政界の重鎮として重きをなした。

## 系譜
- 父：西園寺治季（1809-1826）
- 母：不詳
- 妻：定君 - 徳大寺実堅の娘
- 生母不明の子女
  - 男子：秀源上人 - 二条斉敬の猶子
- 養子
  - 男子：西園寺公望（1849-1940） - 徳大寺公純の次男